# تپه قزل یازو شماره ۲
تپه قزل یازو شماره ۲ مربوط به سده‌های اولیه دوران‌های تاریخی پس از اسلام است و در شهرستان کبودرآهنگ، بخش مرکزی، دهستان حاجیلو، در سمت غربی روستای رامیشان واقع شده و این اثر در تاریخ ۷ اسفند ۱۳۸۶ با شمارهٔ ثبت ۲۱۶۲۴ به‌عنوان یکی از آثار ملی ایران به ثبت رسیده است.